# FK Radnički Niš
Der FK Radnički Niš (vollständiger offizieller Name auf Serbisch: Фудбалски клуб Раднички Ниш, Fudbalski klub Radnički Niš), gewöhnlich als Radnički Niš bekannt, ist ein serbischer Fußballverein aus Niš, der drittgrößten Stadt in Serbien, und spielt in der SuperLiga, der höchsten Spielklasse im serbischen Fußball.
Im ehemaligen Jugoslawien gehörte Radnički Niš zu den stabilsten Vereinen und verbrachte 29 Spielzeiten in der 1. jugoslawischen Liga. 1980 und 1981 schaffte der Verein den Sprung in die Top 3 und landete auf dem 11. Platz in der ewigen Tabelle der jugoslawischen Liga (1946–1992).
Den größten internationalen Erfolg konnte Radnički Niš 1982 verbuchen, als die Mannschaft bis ins Halbfinale des UEFA-Pokals vorstieß. Auf den Weg dorthin wurden Clubs wie der SSC Neapel, Grasshopper Club Zürich, Feyenoord Rotterdam und Dundee United besiegt. Im Halbfinale unterlag man schließlich gegen den Hamburger SV.
Seine Heimspiele bestreitet der Verein im Stadion Čair, das Teil des Sportzentrums Čair ist, an das unter anderem weitere Fußballfelder, die Čair-Halle und ein Schwimmbad angeschlossen sind und sich im Zentrum der Stadt befindet.

## Geschichte

### 1921–1945: Die Vereinsgründung
Der Verein wurde am 23. April 1923 in Niš gegründet, der heute drittgrößten Stadt in Serbien. Zu den bekanntesten Gründungsmitgliedern gehörte der kommunistische Aktivist Miloš Marković, auf dessen Initiative hin zwei Jahre später auch der Fußballverein Sloboda Užice ins Leben gerufen wurde. Die Gründung von Radnički Niš erfolgte aber eigentlich bereits 1921 als Proleter Niš durch Mitglieder des Bundes der Kommunisten Jugoslawiens. Dieser wurde aber aufgrund der pro-kommunistischen Aktivitäten seiner Gründer vom jugoslawischen Sportverband mit der Begründung nicht zugelassen, die kommunistische Partei wolle den Club für politische Zwecke nutzen.
Nachdem die Gründer aus der kommunistischen Partei ausgeschieden waren und den Verein in Radnički Niš umbenannt hatten, erfolgte die offizielle Bewilligung zur Gründung des Clubs. Der neue Name Radnički bedeutet so viel wie „Arbeiter“ und stammt aus der Beziehung des Vereins zur Arbeiterbewegung. „Radnički Niš“ lässt sich daher als „Arbeiterverein Niš“ übersetzen. Bis 1925 spielte Club hauptsächlich Freundschaftsspiele, dann nahm er am jugoslawischen Ligageschehen teil.
Während des Zweiten Weltkriegs musste Radnički Niš seine Aktivitäten einstellen, denn das Königreich Jugoslawien wurde im April 1941 von den Achsenmächten überfallen, besetzt und aufgeteilt. Die Region um Niš fiel unter deutsche Verwaltung. Während der Besatzung entstand in der Stadt eines der ersten Konzentrationslager im ehemaligen Jugoslawien, das KZ Crveni Krst, in dem mehrere tausend Personen ermordet wurden. Unter den Opfern befanden sich auch Vereinsmitglieder und Unterstützer des Vereins. Die Gedenkstätte des Lagers befindet sich heute auf dem Bubanj-Hügel, nicht weit vom heutigen Stadion Čair, der Spielstätte des Clubs. 1945 konnte wieder Fußball gespielt werden, nachdem die Stadt durch die Operation Niš Ende 1944 befreit worden war.

### 1962–1985: Die größten Erfolge

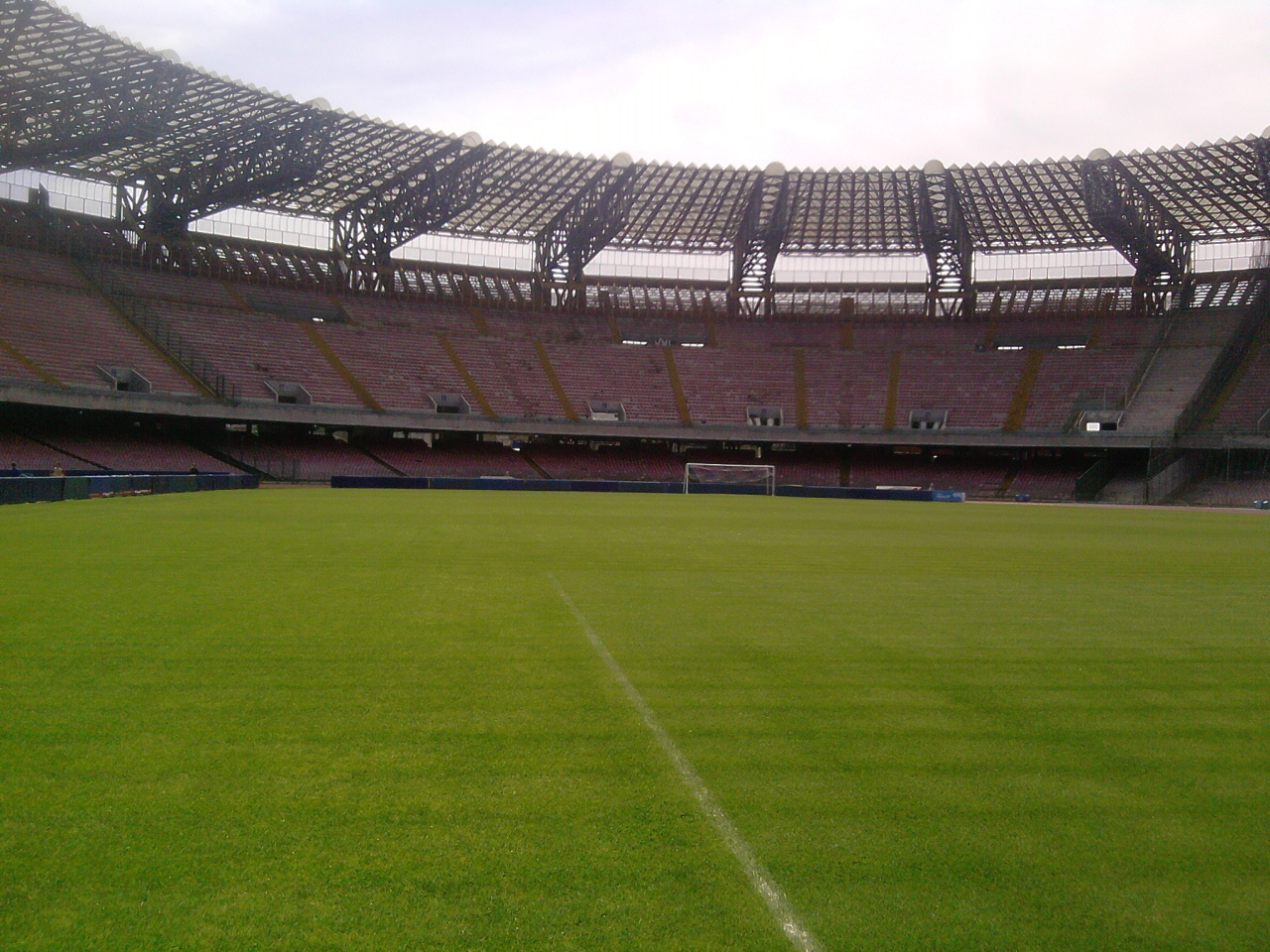
Im Stadio San Paolo begann 1981 die Reise bis ins UEFA-Pokal-Halbfinale.

1962 schaffte Radnički Niš unter Trainer Miroslav Glišović mit einem Sieg im Entscheidungsspiel gegen Vardar Skopje erstmals den Aufstieg in die höchste jugoslawische Spielklasse, der 1. jugoslawischen Liga. 1975 gewann man mit dem Gesamtsieg über den türkischen Vertreter Eskişehirspor den Balkanpokal, den ersten Titel der Vereinsgeschichte sowie den ersten von europäischer Bedeutung. Im Sommer 1979 begann schließlich eine dreijährige Erfolgsperiode unter der Leitung von Dušan Nenković. In der Saison 1979/1980 schaffte Radnički Niš den Sprung in die Top 3 Jugoslawiens und qualifizierte sich somit zum ersten Mal für einen internationalen Wettbewerb, in diesem Fall den UEFA-Pokal. Im UEFA-Pokal 1980/81 kam der Verein als Debütant bis ins Achtelfinale und scheiterte am späteren Finalisten AZ Alkmaar. In der Liga lief es ebenfalls erfolgreich, in der man den 3. Platz der vorherigen Saison wiederholen konnte und somit im UEFA-Pokal 1981/82 startet, in dem man seinen bisher größten internationalen Erfolg erreichen sollte.
Bereits in der 1. Runde musste man Auswärts gegen einen starken SSC Neapel antreten. Vor 70.000 Zuschauern im Stadio San Paolo erreichte man ein 2:2. Nach einem torlosen Rückspiel gelang es dem Verein schließlich die favorisierten Azzurri aus dem Wettbewerb zu eliminieren. In der zweiten Runde traf man auf Grasshopper Zürich. Den Schweizern gelang in Zürich ein 2:0-Sieg, den Radnički Niš daheim ausgleichen konnte und letztendlich mit einem überzeugenden 3:0 im Elfmeterschießen im Turnier verblieb. Im Achtelfinale wartete Feyenoord Rotterdam. Im Niš gewann man mit 2:0 während man im De Kuip kanapp mit 0:1 unterlag.
Im Viertelfinale wurde Radnički Niš der Dundee United zugelost, gegen den man in Schottland mit 0:2 verlor. Obwohl die Chancen für das Erreichen des Halbfinales äußerst ungünstig lagen, gelang schließlich die Wende und der Verein holte sich einen 3:0-Heimsieg. Im Halbfinale erwartete das Čair-Stadion ein weiteres Spektakel, aufgrund des Aufeinandertreffens auf das Starensemble des Hamburger SV. Im Niš gewann man gegen die Norddeutschen vor 38.500 frenetischen Zuschauern mit 2:1, doch im Rückspiel ging man letztendlich mit 1:5 gegen den zukünftigen Finalisten sowie späteren Sieger des Europapokal der Landesmeister 1982/83 unter. Nach einem Jahr Abstinenz von der internationalen Bühne und nun mit Ilija Dimoski als Trainer, gelang die Qualifikation für den UEFA-Pokal 1983/84, wo gegen den Ligakonkurrenten Hajduk Split im Achtelfinale Endstation war. Insgesamt spielte Radnički Niš während dieser Periode 22 Mal auf internationaler Bühne. Dabei verlor man daheim kein Spiel gegen eine ausländische Mannschaft.

### 1985–1995: Abstieg, Wiederaufbau und Jahre der Tristesse
Nach mehreren erfolgreichen nationalen und internationalen Spielzeiten, stieg Radnički Niš 1985 trotz mehrerer Trainerwechsel völlig unerwartet nach 23 Jahren Erstligazugehörigkeit als letztplatzierter in die 2. Liga ab. Doch unter Trainer Josip Duvančić gelang 1986 der direkte Wiederaufstieg und man blieb bis zum Zerfall Jugoslawiens erstklassig. 1989 erreichte der Verein mit Slobodan Halilović nach 1975 noch einmal das Balkanpokal-Finale, diesmal unterlag man jedoch gegen OFI Kreta. 1990 nahm der Verein erstmals am Mitropapokal teil.
Im nationalen Wettbewerb verließen jedoch die Vereine aus Kroatien und Slowenien die Liga nach der Saison 1990/91, nachdem diese Länder ihre einseitige Unabhängigkeit erklärt hatten. Die mazedonischen Vereine folgten ihnen nach der Saison 1991/92, während die Mannschaften aus Bosnien und Herzegowina die Saison nicht beendeten, außer Borac Banja Luka, da dort bereits im April der Bosnienkrieg ausbrach. Nachdem Jugoslawien in seine Einzelstaaten zerbrochen war, arrangierten sich Serbien und Montenegro und formten im April 1992 ein neues Jugoslawien, jedoch wurden bereits Ende Mai gegen das Land aufgrund des Bürgerkrieges UN-Sanktionen verhängt.
Nachdem die UEFA entschied, die bereits im EM-Quartier eingetroffene Jugoslawische Fußballnationalmannschaft von der Europameisterschaft 1992 auszuschließen, folgte auch die Ausschließung aller jugoslawischen Vereine aus allen europäischen Wettbewerben. Dies führte schließlich zur Verdrängung des bis dahin erfolgreichen jugoslawischen Fußballs aus der internationalen Fußball-Szene, womit der Slogan „Sport ist Sport, da hat Politik keinen Platz“ hier keine Berücksichtigung fand. Während der Saison 1994/95 erlaubte die UEFA allen jugoslawischen Fußballvereinen wieder am Europapokal teilzunehmen, während die Nationalmannschaft weiterhin ausgeschlossen blieb.
Schließlich traf ein weiteres Schicksal die jugoslawischen Vereine. Denn anstatt dort weitermachen zu dürfen, wo die Vereine im Frühjahr 1992 aufhören mussten, beschloss die UEFA, dass die bis dahin erreichten Punkte für die UEFA-Fünfjahreswertung aller jugoslawischen Vereine annulliert werden sollten. Dieser Beschluss, der Zerfall des Landes, der Liga sowie dessen unmittelbare Folgen sollten schließlich langfristig katastrophale Auswirkungen auf den gesamten jugoslawischen Fußball haben, so auch für Radnički Niš.

### 1995–2014 – Flaute und Comeback
Die folgenden Jahre waren geprägt durch einen Abstieg der Mannschaft ins Mittelmaß der Liga. In der Saison 2000/2001 konnte der Verein eine Verkettung von negativen Folgen nicht mehr kompensieren und stieg zum zweiten Mal in seiner Geschichte ab, doch auch diesmal gelang als Meister der direkte Wiederaufstieg, jedoch folgte auch der direkte Wiederabstieg. Danach traten der Club in den folgenden fünf Spielzeiten in der zweiten Liga an. Während der Saison 2008/09 spielte man sogar in die 3. Liga, die man jedoch gewinnen konnte. Die darauffolgende Saison 2009/2010 beendete man auf einem Abstiegsplatz, jedoch stieg man 2010/11 wieder auf. Es folgte schließlich der Meistertitel der Prva Liga und somit wieder die Erstklassigkeit nach zehn Jahren Abstinenz.
Neuer Schwung erhielt man in der SuperLiga mit einem noch heute in Renovierung sich befindenden Stadion. Seitdem konnte der Verein sich in der 1. Liga halten. Für die Stadt Niš ist der Verein Aushängeschild und der größte Werbeträger, welches sich in den Sponsoren des Vereins widerspiegelt, da auch einige ausländische Investoren in den Verein investieren. Ein wichtiger Bestandteil des Clubs ist auch seine Jugendabteilung, welche 1963 gegründet wurde. Den größten Erfolg konnte die Jugendabteilung 1991 verbuchen, als sie jugoslawische Meister wurden.

## Stadion

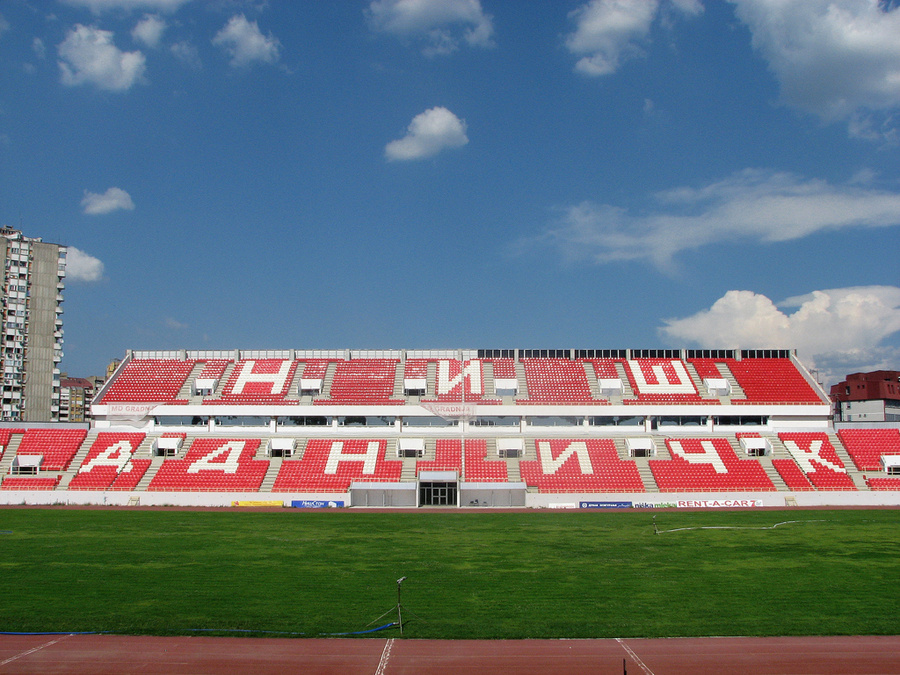
Die Westtribüne des Stadion Čair.

Das Heimstadion des Vereins ist das Stadion Čair, das 1963 erbaut wurde und seit 1969 von Radnički Niš betrieben wird. Es ist Teil des Čair-Sportkomplexes, an die die Čair-Halle und eine Schwimmhalle angeschlossen sind. Seit 2011 wird das Stadion komplett renoviert, um den UEFA-Sicherheitsstandards für nationale und internationale Fußballveranstaltungen gerecht zu werden. Nach der Fertigstellung des Stadions wird die Sitzplatzkapazität über 25.000 betragen.
Das Stadion wurde für die heimische Liga am 15. September 2012 freigegeben, das mit dem Spiel gegen den FK Smederevo offiziell eröffnet wurde. Zwar waren nur die West- und die Südtribünen freigegeben, jedoch gewann Radnički Niš das Spiel vor 7000 Zuschauern mit 1:0. Mittlerweile sind auch die Nord- und die Osttribüne freigegeben.

## Wappen und Farben
Anfangs lief der Verein in grün-weiß geteilten Trikots auf, mit einem roten fünfzackigen Stern auf der linken, weißen Seite, der die Arbeiterbewegung symbolisierte. Neben dem Stern galt auch die Farbe Rot als Sympol, die schließlich später neben weiß als Haupttrikotfarbe übernommen wurde. Als Auswärtstrikot nutzt der Verein dagegen ein blaues Trikot, um somit alle Farben zu nutzen, die die serbische Flagge beinhaltet. Das Vereinswappen enthält ebenfalls die Farbe Rot und Weiß, sowie das Gründungsjahr und die mittelalterliche Festung von Niš, das ein wichtiges kulturelles und historische Denkmal der Stadt ist. In naher Zukunft ist eine Modernisierung des Vereinslogos geplant.

## Erfolge

### Meisterschaftserfolge
- Zweimal Dritter der 1. jugoslawischen Liga: 1980, 1981
- Einmal Meister der 2. jugoslawischen Liga: 1986
- Dreimal Vizemeister der 2. jugoslawischen Liga: 1957, 1958, 1962
- Einmal Vizemeister der 3. jugoslawischen Liga: 1955
- Einmal Dritter der 2. Liga von Serbien und Montenegro: 2004
- Zweimal Meister der 2. serbischen Liga: 2002, 2012
- Zweimal Meister der 3. serbischen Liga: 2009, 2011

### Pokalerfolge
- Dreimal Halbfinalist des jugoslawischen Pokals: 1952, 1970, 1977
- Einmal Halbfinalist des Pokals der Bundesrepublik Jugoslawien: 1994
- Einmal Halbfinalist des Pokals von Serbien und Montenegro: 2006

### Internationale Erfolge
- Einmal Halbfinalist des UEFA-Pokals: 1982
- Zweimal Achtelfinalist des UEFA-Pokals: 1981, 1984
- Einmal Balkanpokal-Sieger: 1975
- Einmal Finalist des Balkanpokals: 1989.

### Weitere Erfolge
Einmal stellte Radnički Niš einen Torschützenkönig. Stürmer Ivan Pejčić wurde 2012 mit 13 Toren Torschützenkönig der 2. serbischen Liga. In der ewige Tabelle der jugoslawischen Liga belegt der Verein den 11. Platz. Von 953 Spielen in 29 Spielzeiten gewann Radnički Niš 330, verlor 365 und spielte 255 Mal unentschieden. Das Torverhältnis beträgt 1067:1157.

## Trainer
- Dragoslav Stepanović (2014)

## Spieler
- Dragan Holcer (1963–1967)
- Dragan Pantelić (1971–1981, 1984–1985)
- Dragan Stojković (1981–1986)
- Predrag Ocokoljić (1997–1998)
- Petar Đenić (1997–2000, 2010–2011)

## Ausrüster
Ausrüster des Vereins war zwischen 2002 und 2007 die italienische Sportmarke Lotto. Bis 2011 übernahm Legea als ebenfalls italienische Marke die Ausrüstung des Vereins. Für die Saison 2011/2012 war es der deutsche Sportartikelhersteller Adidas. Seit der Spielzeit 2012/2013 ist wieder Legea für die Ausrüstung verantwortlich.